# شوفن‌گروند
شوفنگروند (به آلمانی: Schöffengrund) یک شهر در آلمان است که در لان-دیل واقع شده‌است. شوفنگروند ۶٬۴۶۹ نفر جمعیت دارد.

## خواهرخوانده
شهر لانگویزن خواهرخواندهٔ شوفنگروند هست.